# Scrivia
Scrivia – rzeka w północnych Włoszech, prawy dopływ Padu, długa na 88 km, przepływa przez Ligurię, Piemont i Lombardię.